# Luxemburgo en los Juegos Olímpicos de París 2024
Luxemburgo estuvo representado en los Juegos Olímpicos de París 2024 por un total de 14 deportistas que compitieron en 7 deportes. Responsable del equipo olímpico es el Comité Olímpico y Deportivo Luxemburgués, así como las federaciones deportivas nacionales de cada deporte con participación.
Los portadores de la bandera en la ceremonia de apertura fueron el atleta Bob Bertemes y la jugadora de tenis de mesa Xia Lian Ni.
El equipo olímpico de Luxemburgo no obtuvo ninguna medalla en estos Juegos.